# Edyp (dramat Pierre’a Corneille’a)
Edyp (fr. Oedipe) – tragedia Pierre’a Corneille’a wystawiona w 1659, stworzona na podstawie mitu o Edypie.

## Data powstania utworu
Po niepowodzeniu Perktarita (1651/1652) Corneille porzucił na czas dłuższy twórczość dramatyczną i wycofał się na dziewięć lat na prowincję.  Dla teatru odzyskał go ponownie Fouquet, nadintendent finansów królewskich. Zgodnie z jego życzeniem dramaturg wziął na warsztat historię Edypa. Aby zaspokoić oczekiwania wykwintnego towarzystwa, dramaturg, świadom że okrucieństwo fabuły może urazić delikatne damy, uzupełnił temat wątkiem miłosnym własnego pomysłu. Premiera Edypa miała miejsce w styczniu 1659. Sztuka została entuzjastycznie przyjęta. 8 lutego spektakl zaszczycił swą obecnością król, który nie tylko oklaskiwał widowisko, lecz także wyznaczył dramaturgowi szczodrą gratyfikację. Edyp często wracał na afisz, aż do premiery Wolterowskiej tragedii poświęconej tej samej postaci w 1718 roku. Ostatecznie został wycofany z repertuaru w 1729 roku.

## Osoby
| Osoba     | Jej rola w dramacie                                         |
| --------- | ----------------------------------------------------------- |
| Edyp      | król tebański, syn i mąż Jokasty                            |
| Tezeusz   | książę ateński, kochanek Dirce                              |
| Jokasta   | królowa Teb, Matka i zona Edypa                             |
| Dirce     | księżniczka tebańska, córka Lajosa i Jokasty, siostra Edypa |
| Kleant    | zaufany Edypa                                               |
| Dymas     | zaufany Edypa                                               |
| Forbas    | starzec tebański                                            |
| Ifikrates | władca Koryntu                                              |
| Neryna    | dama dworu królowej                                         |
| Megara    | dama woru księżniczki Dirce                                 |

## Analiza
Corneille przeciwstawił greckiemu bohaterowi jednostkę wolną, która wyprzedza i zwycięża los, podążając ku śmierci. Jej postać stanowi jednocześnie polemikę autora z jansenizmem. Krytycy widzieli sprzeczność pomiędzy jej postawą a licznymi elementami w duchu komedii wykwintnej. Dalszy rozwój teatru corneille’owskiego, wskazuje jednak, że jest to sprzeczność pozorna. W późnych sztukach Corneille’a królowie wyrzekają się swych kochanek w interesie państwa, a księżniczki rezygnują z uczuć miłosnych, poprzestając na czystym płomieniu serc zjednoczonych przyjaźnią i robią wszystko, by ich ukochany otrzymał błogosławieństwo i poślubił inną niekochaną osobę. Postępują tak jak Edyp, dokonując na sobie świadomej amputacji, w obronie resztek swojej wolności.